# Nasikabatrachus sahyadrensis
Nasikabatrachus sahyadrensis (лат.) — вид лягушек, единственный в роде Nasikabatrachus монотипического семейства Nasikabatrachidae. Обитает в горах Западные Гаты в Индии. Латинское название Nasikabatrachus эта лягушка получила за счёт заострённого носа (nasika в переводе с санскрита означает «нос»). Из-за своей характерной окраски часто упоминается в различных СМИ как «Пурпурная лягушка» или «Лиловая лягушка» (англ. Purple frog).

## История
Вид был обнаружен и классифицирован лишь в 2003 году. Данная лягушка — живое ископаемое, обитает лишь на территории около 14 км². Родственные ей виды обитают лишь на Сейшельских островах в более чем 3 тысячах километров к юго-западу. Хотя один из открывателей, профессор Биджу, относит вид к отдельному семейству.

## Описание
Приземистое слегка округлое тело. Конечности вывернуты наружу, как и у других видов лягушек. Имеет маленькую голову и специфическую заостренную морду. Неподвижная лягушка внешне напоминает кусок желеобразной массы пурпурного или фиолетового цвета. Длина пурпурной лягушки — 5—9 см.
Образец, с которого был описан вид, имел длину 7 см от кончика морды до копчика.
Взрослые особи обычно окрашены в тёмно-лиловый цвет.
У лягушки отсутствует барабанная перепонка и неизвестно, имеет ли она среднее ухо. При этом самцы издают протяжные звуки, в том числе для взаимодействия с другими самцами. Головастики этого вида имеют ротовые присоски, которые позволяют им жить в бурных потоках.

## Образ жизни
Nasikabatrachus sahyadrensis проводит большую часть времени под землёй, выходя на поверхность на две недели в году в период муссонов с целью спаривания. Затворнический образ жизни привёл к тому, что биологи долго не знали о существовании данного вида.
Для поиска пищи пурпурная лягушка не выходит на поверхность, она питается под землёй, в основном, термитами.

## Интересные факты
В 2008 году Чань Ли Пен, один из ведущих сайта Scienceray, включил Nasikabatrachus sahyadrensis в созданный им список 20 самых странных или уродливых животных планеты.

## Галерея

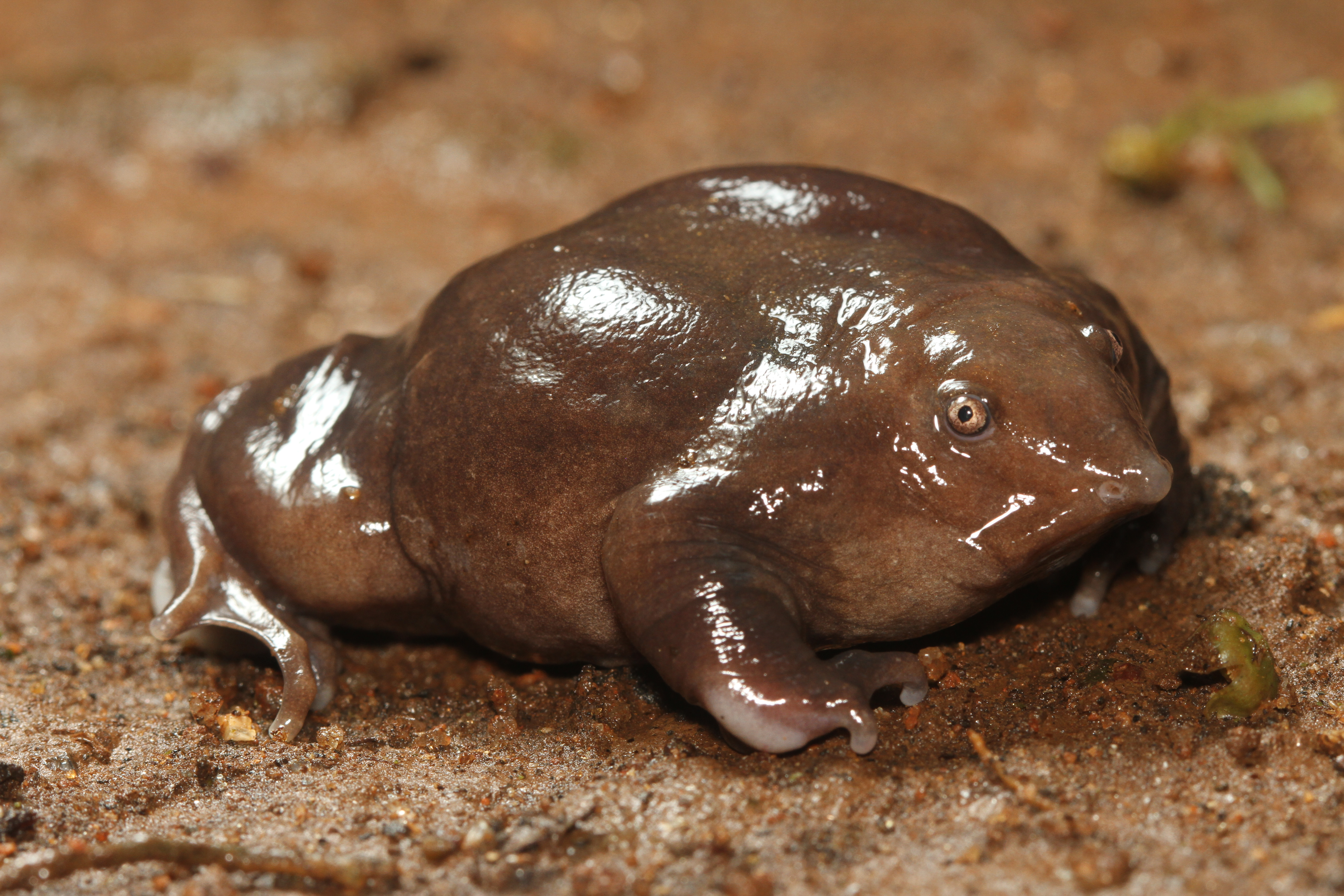
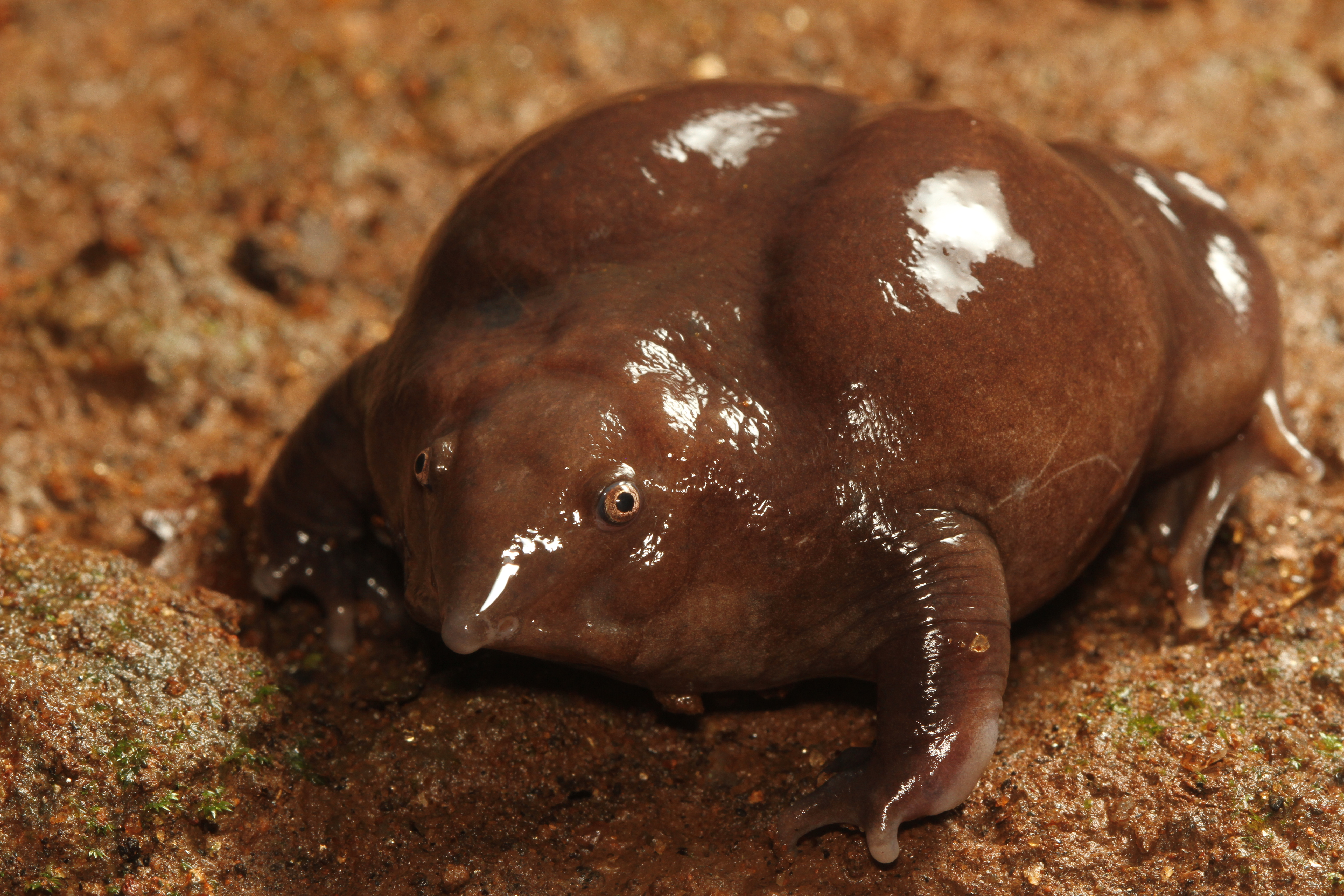
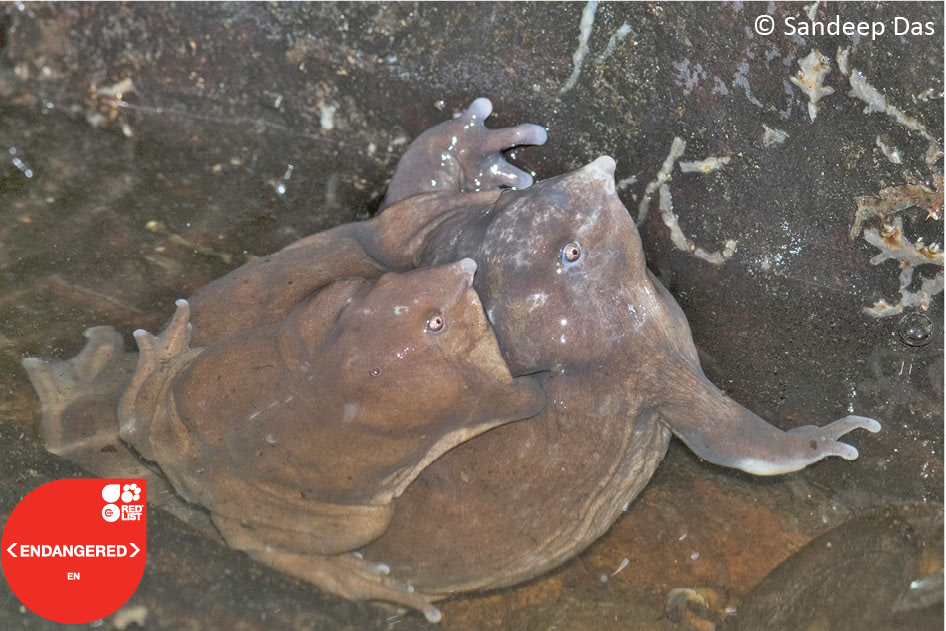